# Araucária
Araucária è un comune del Brasile nello Stato del Paraná, parte della mesoregione Metropolitana de Curitiba e della microregione di Curitiba. Si trova a 27 km dalla capitale dello Stato Curitiba.

## Storia
All'epoca della scoperta del Brasile, la regione in cui si trova l'attuale città di Araucaria, era conosciuto come Tindiqüera, nome dato dai suoi primi abitanti, i tingüi, che in lingua tupi significa "luogo di tingui". Le prime documentazioni europee risalgono al XVI e XVII secolo, in cui veniva riportata nelle mappe la presenza di grandi villaggi indigeni, in cui figuravano anche quelli dei Tindiqüera.
Nel 1668 avvenne la distribuzione delle sesmaria e da quel momento in poi vi fu un'efficace colonizzazione della regione.
Nel 1837, la Cappella della Nossa Senhora da Luz di Tindiqüera venne elevata a Capela Curada (titolo ufficiale assegnato dalla Chiesa ad un villaggio con particolare importanza economica e di popolazione).
Attraverso la legge provinciale n. 021 del 28 febbraio 1858, venne creato il Comune di Iguassu. Nel 1868 il Comune di Iguassú fu staccato da Curitiba e annesso come distretto di São José dos Pinhais fino al 1888, quando ritorna a essere gestito da Curitiba.
La regione di Tindiqüera, non possedendo oro, attirò popolazione per l'interesse agricolo e lo sfruttamento forestale. Dal 1876 iniziò un flusso immigratorio, sostenuto dell'Impero del Brasile. Vennero principalmente polacchi, seguiti da tedeschi, italiani e ucraini.
Con il decreto n. 40 dell'11 febbraio 1890 venne creata la città di Araucaria, che prese il nome suggerito dal medico e vice presidente di Stato Victor Ferreira do Amaral, in riferimento all'abbondante presenza di araucaria angustifolia, il pino del Paraná.
Le prime elezioni comunali si svolsero il 22 settembre 1892, il primo sindaco eletto Manoel Gonçalves Ferreira. Nel 1911, è stato il termine giuridico, nel 1919 è stato elevato al rango di provincia.
Negli anni cinquanta, il comune ricevette una nuova ondata migratoria, questa volta prevalentemente dal Giappone.

## Amministrazione

### Gemellaggi
- Breslavia, dal 2006